# Billiers
Billiers é uma comuna francesa na região administrativa da Bretanha, no departamento Morbihan. Estende-se por uma área de 5,89 km². Em 2010 a comuna tinha 1 009 habitantes (densidade: 171,3 hab./km²).